# Ambrosiano O 39 sup.

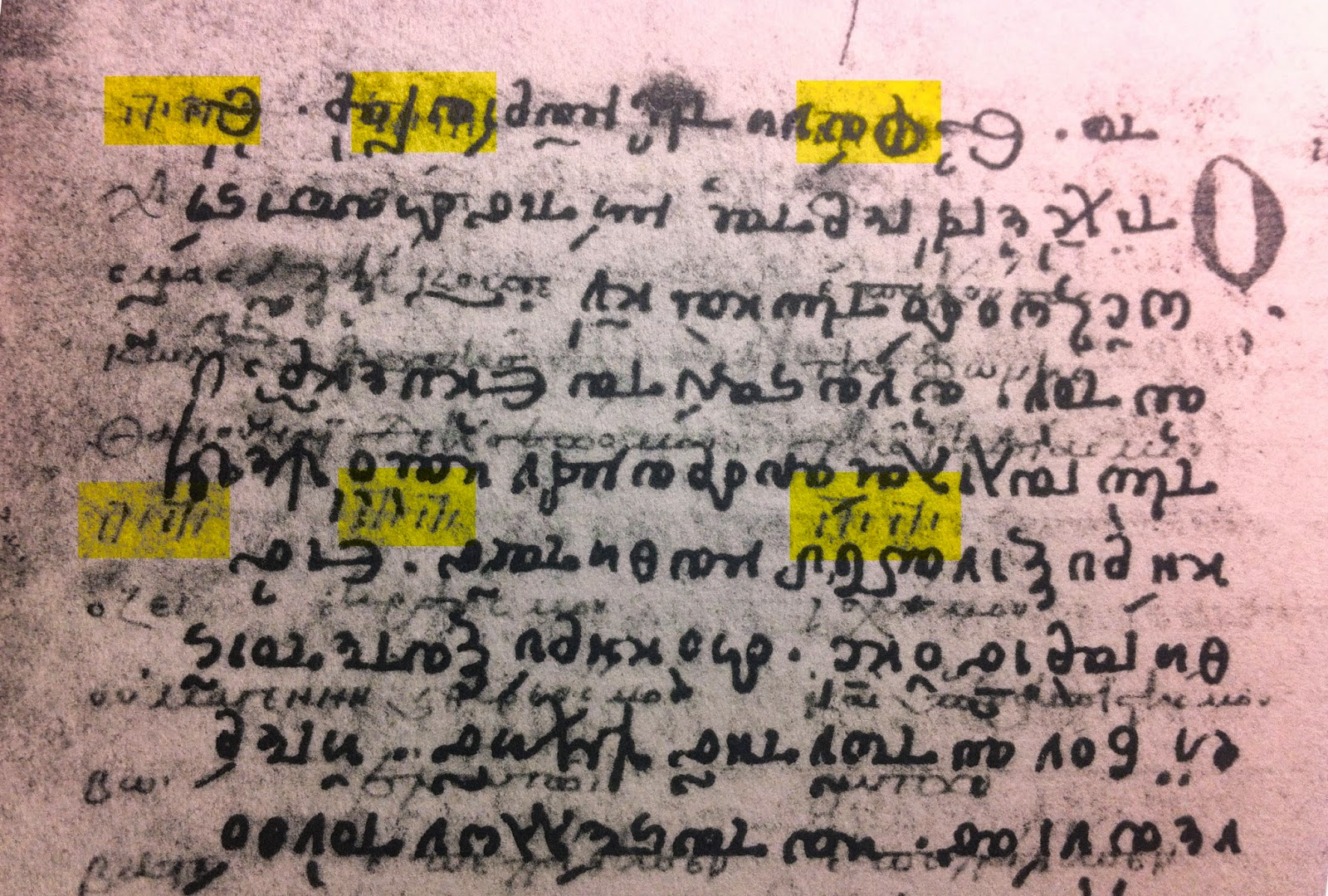
Das Vorhandensein des Namens JHWH im biblischen Manuskript Ambrosiano O39 sup.

Das Manuskript Ambrosiano O 39 sup. ist ein Manuskript der Hexapla des Origenes aus dem späten 9. Jahrhundert n. Chr., das in Codexform geschrieben wurde. Es handelt sich um ein Palimpsest. Das Manuskript wird in der Biblioteca Ambrosiana in Mailand aufbewahrt (O. 39 sup.). Es wird in der Liste der Septuaginta-Handschriften nach der Klassifikation von Alfred Rahlfs mit der Nummer 1098 bezeichnet.
Der Codex ist in fünf Spalten pro Seite geschrieben. Im Gegensatz zu anderen Teilen der Hexapla enthält er keine Spalte in hebräischer Sprache. Die erste Spalte ist eine sequentielle Transliteration vom Hebräischen ins Griechische, die zweite wahrscheinlich eine Übersetzung des Aquila, die dritte eine Version des Symmachus der Ebionit, die vierte ein Text der Septuaginta und die fünfte Spalte die griechische Version der Quinta.
Erhalten sind Verse aus Ps 17; 27–30; 34–35; 45; 48; 88. Das Tetragramm kommt in quadratischen hebräischen Zeichen in allen fünf Spalten an den folgenden Stellen innerhalb des Buchs der Psalmen vor: 18:30, 31, 41, 46; 28:6,7,8; 29:1 (x2), 2 (x2), 3 (x2); 30:1, 2, 4, 7, 8, 10, 10, 12; 31:1, 5, 6, 9, 21, 23 (x2), 24; 32:10, 11; 35:1, 22, 24, 27; 36:5; 46:7, 8, 11; 89:49 (in den Spalten 1, 2 und 4), 51, 52. Dies ist das letzte bekannte Manuskript, das den Septuaginta-Text mit dem Tetragramm enthält.
Ein Faksimile mit einer textlichen Transkription wurde 1958 von Giovanni Mercati in seiner Publikation Psalterii Hexapli Reliquiae... Pars prima. Codex Rescriptus Bybliothecae Ambrosianae O 39 sup. Phototypice Expressus et Transcriptus veröffentlicht.